# Practore
Il practore (in greco antico: πράκτωρ?, práktor, "esattore") nell'antica Grecia era il magistrato incaricato di riscuotere dei pagamenti delle multe e delle varie sanzioni che dovevano essere pagate allo Stato per decisione di un tribunale.

## Elezione e ruolo

### Atene
Nell'antica Atene i dieci practori, uno per tribù, venivano estratti a sorte; erano stati introdotti dalla riforma di Clistene nel 508 a.C., ma in alcune iscrizioni trovate ad Imbro si dice che in realtà essi erano solamente tre.
Riguardo a questa differenza di numero si espresse Hermann Fränkel sottolineando che, molto probabilmente, quell'iscrizione, essendo stata trovata in una cleruchia, si riferiva appunto all'organizzazione burocratica di una colonia e non di Atene; infatti, nella stessa iscrizione, viene messo in evidenza il numero di proedri indicati come tre, nonostante ad Atene fossero di più.
Ad Atene i practori non erano semplici funzionari, ma formavano una vera e propria magistratura.

### Altre poleis
Nella maggior parte delle poleis greche esisteva questa carica con funzioni analoghe, come riportato da iscrizioni ritrovate a Teno, Sicandro e Io. Nelle città focesi di Medeon e di Stiris, la forma della parola è πρακτῆρες (praktêres).

## Occupazioni e modus operandi
Il magistrato che imponeva una sanzione doveva comunicare il nome di chi era stato multato ai practori. Se la condanna implicava di dover recarsi in un tempio la giurisdizione del caso passava nelle mani del tamias.
Il nome del debitore veniva poi scritto dai prectori su una tavoletta esposta sull'acropoli, con indicata di fianco la somma che questo doveva pagare. Oltre a fare ciò, il loro lavoro consisteva nel cercare gli uomini insolventi ed esigere il pagamento della somma, per poi cancellare il nome di chi saldava il proprio debito con la polis. Tale cancellazione veniva fatta davanti ad alcuni membri della boulé, in funzione di testimoni.
Qualunque uomo, trovato intento nella cancellazione fraudolenta di un nome, era colpito da una denuncia immediata.
I practori non avevano il compito di forzare il pagamento o di obbligare qualcuno a saldare entro il tempo prestabilito dalla legge, ma se dopo nove pritanie (che duravano ognuna 35-36 giorni) non era ancora stata versata la cifra decretata dalla sanzione, questa si raddoppiava. Per chi era accusato di un crimine particolarmente violento, il termine previsto per il pagamento della multa prima che questa aumentasse era di undici giorni.
Inoltre, quando il debitore era insolvente da molto tempo, venivano prese sanzioni aggiuntive come la confisca di abitazioni, campi e altri beni, ma questo non era più compito dei practori. Essi, in tali situazioni, avevano solo il dovere di informare la boulé della bancarotta del debitore.